# Guayaquiliana
Guayaquiliana is een geslacht van hooiwagens uit de familie Cranaidae.
De wetenschappelijke naam Guayaquiliana is voor het eerst geldig gepubliceerd door Mello-Leitão in 1935. 

## Soorten
Guayaquiliana is monotypisch en omvat slechts de volgende soort:
- Guayaquiliana camposi